# Astragalus keminensis
Astragalus keminensis är en ärtväxtart som beskrevs av Isakov. Astragalus keminensis ingår i släktet vedlar, och familjen ärtväxter. Inga underarter finns listade i Catalogue of Life.